# Huron Wendat
Huron  (ili Huron Wendat), suvremeno pleme američkih Indijanaca porijeklom od preživjelih pripadnika plemenskog saveza Huron ili Wendat, čije porijeklo potječe poglavito od plemena Medvjeđi narod ili Attignawantan, a danas žive u Quebecu u blizini Lorettevillea na rezervatu Wendake pod imenom Nation Huronne-Wendat.
Od srodnog plemena Wyandot ili Wyandotte, što je još jedan učestali naziv za savez Wendat ili Huron, razlikuju se po tome što ovi danas žive na području SAD-a u Oklahomi kao Wyandotte Tribe of Oklahoma i Kansasu kao Wyandot Nation of Kansas, čije je porijeklo od Duhanskog naroda i Neutralaca (Attiwandaronka) među kojima su preživjeli Attignawantan Huroni tražili azil. 
Huroni danas broje nekoliko stotina u Kanadi i Wyandoti oko 4,000 u Oklahomi i Kansasu.